# Liste de chapelles d'Eure-et-Loir
La liste des chapelles d'Eure-et-Loir présente les chapelles de culte catholique situées sur le territoire des communes du départements français de l'Eure-et-Loir.
Il est fait état des diverses protections dont elles peuvent bénéficier, et notamment les inscriptions et classements au titre des monuments historiques.
Toutes sont situées dans le diocèse de Chartres.

## Liste
| Chapelle | Commune                        | Adresse | Coordonnées                      | Notice         | Protection                                                                                | Date        | Illustration |
| --- | ------------------------------ | ------- | -------------------------------- | -------------- | ----------------------------------------------------------------------------------------- | ----------- | --- |
| Chapelle Saint-Nicolas du château d'Alluyes                                                                     | Alluyes                        |         | 48° 13′ 43″ nord, 1° 21′ 47″ est | « PA00096954 » | Classé MH                                                                                 | 1980        | Chapelle Saint-Nicolas du château d'Alluyes                                                                     |
| Chapelle du château d'Anet                                                                                      | Anet                           |         | 48° 51′ 29″ nord, 1° 26′ 19″ est |                |                                                                                           |             | Chapelle du château d'Anet                                                                                      |
| Chapelle sépulcrale Diane de Poitiers d'Anet                                                                    | Anet                           |         | 48° 51′ 30″ nord, 1° 26′ 15″ est |                |                                                                                           |             | Chapelle sépulcrale Diane de Poitiers d'Anet                                                                    |
| Chapelle Saint-Lubin de Saint-Lubin-Cinq-Fonts                                                                  | Authon-du-Perche               |         | 48° 12′ 51″ nord, 0° 52′ 48″ est |                |                                                                                           |             | Image manquante Téléverser                                                                                      |
| Chapelle Sainte-Corneille de Pannes                                                                             | Bazoches-les-Hautes            |         | 48° 08′ 44″ nord, 1° 49′ 34″ est |                |                                                                                           |             | Image manquante Téléverser                                                                                      |
| Chapelle du cimetière de Berchères-sur-Vesgre                                                                   | Berchères-sur-Vesgre           |         | 48° 50′ 45″ nord, 1° 32′ 52″ est |                |                                                                                           |             | Image manquante Téléverser                                                                                      |
| Chapelle du cimetière de Boissy-en-Drouais                                                                      | Boissy-en-Drouais              |         | 48° 43′ 30″ nord, 1° 14′ 55″ est |                |                                                                                           |             | Image manquante Téléverser                                                                                      |
| Chapelle du château du Boulay Saint-Clair                                                                       | Boissy-lès-Perche              |         | 48° 40′ 22″ nord, 0° 56′ 03″ est |                |                                                                                           |             | Image manquante Téléverser                                                                                      |
| Chapelle Saint-Roch de Bonneval                                                                                 | Bonneval                       |         | 48° 10′ 55″ nord, 1° 23′ 06″ est |                |                                                                                           |             | Chapelle Saint-Roch de Bonneval                                                                                 |
| Chapelle Saint-Marc de Brou                                                                                     | Brou                           |         | 48° 12′ 37″ nord, 1° 09′ 57″ est |                |                                                                                           |             | Chapelle Saint-Marc de Brou                                                                                     |
| Chapelle de Vendôme                                                                                             | Chartres Cathédrale Notre-Dame |         | 48° 26′ 52″ nord, 1° 29′ 16″ est |                |                                                                                           |             | Chapelle de Vendôme                                                                                             |
| Chapelle Notre-Dame de la Brèche                                                                                | Chartres                       |         | 48° 27′ 06″ nord, 1° 29′ 22″ est |                |                                                                                           |             | Chapelle Notre-Dame de la Brèche                                                                                |
| Chapelle de la Visitation de Chartres                                                                           | Chartres                       |         | 48° 27′ 20″ nord, 1° 29′ 22″ est |                |                                                                                           |             | Chapelle de la Visitation de Chartres                                                                           |
| Chapelle de l'Hôtel-Dieu de Chartres                                                                            | Chartres                       |         | 48° 26′ 28″ nord, 1° 28′ 51″ est |                |                                                                                           |             | Chapelle de l'Hôtel-Dieu de Chartres                                                                            |
| Chapelle des sœurs de Saint-Paul de Chartres                                                                    | Chartres                       |         | 48° 27′ 02″ nord, 1° 29′ 12″ est |                |                                                                                           |             | Chapelle des sœurs de Saint-Paul de Chartres                                                                    |
| Chapelle de l'ancien collège Jeanne-d'Arc de Chartres                                                           | Chartres                       |         | 48° 27′ 21″ nord, 1° 29′ 13″ est |                |                                                                                           |             | Chapelle de l'ancien collège Jeanne-d'Arc de Chartres                                                           |
| Chapelle du couvent des Sœurs de Notre-Dame-de-Chartres, dite chapelle des Jubelines ou Saint-Pie-X de Chartres | Chartres                       |         | 48° 27′ 00″ nord, 1° 28′ 54″ est |                |                                                                                           |             | Chapelle du couvent des Sœurs de Notre-Dame-de-Chartres, dite chapelle des Jubelines ou Saint-Pie-X de Chartres |
| Chapelle du petit séminaire dite chapelle Saint-Chéron ou chapelle Fulbert de Chartres                          | Chartres                       |         | 48° 26′ 44″ nord, 1° 30′ 29″ est |                |                                                                                           |             | Image manquante Téléverser                                                                                      |
| Chapelle Notre-Dame-du-Bon-Secours de Chartres                                                                  | Chartres                       |         | 48° 27′ 13″ nord, 1° 29′ 14″ est |                |                                                                                           |             | Chapelle Notre-Dame-du-Bon-Secours de Chartres                                                                  |
| Chapelle Saint-André de Chartres                                                                                | Chartres                       |         | 48° 27′ 02″ nord, 1° 29′ 17″ est |                |                                                                                           |             | Chapelle Saint-André de Chartres                                                                                |
| Chapelle Sainte-Jeanne-d'Arc de Chartres                                                                        | Chartres                       |         | 48° 26′ 32″ nord, 1° 28′ 41″ est |                |                                                                                           |             | Chapelle Sainte-Jeanne-d'Arc de Chartres                                                                        |
| Chapelle Saint-Éman de Chartres                                                                                 | Chartres                       |         | 48° 26′ 50″ nord, 1° 29′ 24″ est |                |                                                                                           |             | Chapelle Saint-Éman de Chartres                                                                                 |
| Chapelle Sainte-Thérèse de Chartres                                                                             | Chartres                       |         | 48° 26′ 13″ nord, 1° 29′ 00″ est |                |                                                                                           |             | Image manquante Téléverser                                                                                      |
| Chapelle Saint-Julien de Chartres                                                                               | Chartres                       |         | 48° 27′ 04″ nord, 1° 29′ 19″ est |                |                                                                                           |             | Chapelle Saint-Julien de Chartres                                                                               |
| Chapelle de la maison Sainte-Élisabeth des Sœurs de Saint-Paul de Chartres                                      | Chartres                       |         | 48° 26′ 19″ nord, 1° 29′ 40″ est |                |                                                                                           |             | Chapelle de la maison Sainte-Élisabeth des Sœurs de Saint-Paul de Chartres                                      |
| Ancienne chapelle des Carmélites de Chartres                                                                    | Chartres                       |         | 48° 26′ 59″ nord, 1° 29′ 11″ est |                |                                                                                           |             | Ancienne chapelle des Carmélites de Chartres                                                                    |
| Chapelle de l'ancien évêché de Chartres                                                                         | Chartres                       |         | 48° 26′ 56″ nord, 1° 29′ 16″ est | « PA00097000 » | Classé MH                                                                                 | 1906        | Chapelle de l'ancien évêché de Chartres                                                                         |
| Chapelle du lycée Marceau de Chartres                                                                           | Chartres                       |         | 48° 26′ 32″ nord, 1° 29′ 28″ est |                |                                                                                           |             | Chapelle du lycée Marceau de Chartres                                                                           |
| Chapelle Notre-Dame-des-Sept-Joies de Fermaincourt                                                              | Cherisy                        |         | 48° 46′ 11″ nord, 1° 24′ 05″ est |                |                                                                                           |             | Chapelle Notre-Dame-des-Sept-Joies de Fermaincourt                                                              |
| Chapelle Notre-Dame-du-Champdé                                                                                  | Châteaudun                     |         | 48° 04′ 05″ nord, 1° 20′ 04″ est | « PA00097020 » | Classé MH                                                                                 | 1879        | Chapelle Notre-Dame-du-Champdé                                                                                  |
| Sainte-Chapelle de Châteaudun                                                                                   | Châteaudun                     |         | 48° 04′ 14″ nord, 1° 19′ 25″ est |                |                                                                                           |             | Sainte-Chapelle de Châteaudun                                                                                   |
| Chapelle de l'Hôtel-Dieu de Châteaudun                                                                          | Châteaudun                     |         | 48° 04′ 08″ nord, 1° 19′ 27″ est |                |                                                                                           |             | Chapelle de l'Hôtel-Dieu de Châteaudun                                                                          |
| Chapelle de l'Institut Léopold Bellan de Châteaudun                                                             | Châteaudun                     |         | 48° 04′ 05″ nord, 1° 19′ 40″ est |                |                                                                                           |             | Image manquante Téléverser                                                                                      |
| Chapelle du Saint-Sépulcre de Châteaudun                                                                        | Châteaudun                     |         | 48° 04′ 20″ nord, 1° 19′ 49″ est |                |                                                                                           |             | Image manquante Téléverser                                                                                      |
| Chapelle de la léproserie de Saint-Laurent                                                                      | Cloyes-les-Trois-Rivières      |         | 47° 58′ 14″ nord, 1° 20′ 53″ est |                |                                                                                           |             | Image manquante Téléverser                                                                                      |
| Chapelle Notre-Dame d'Yron                                                                                      | Cloyes-les-Trois-Rivières      |         | 47° 59′ 27″ nord, 1° 13′ 33″ est |                |                                                                                           |             | Chapelle Notre-Dame d'Yron                                                                                      |
| Chapelle de la Madeleine de Courville-sur-Eure                                                                  | Courville-sur-Eure             |         | 48° 26′ 57″ nord, 1° 14′ 27″ est |                |                                                                                           |             | Image manquante Téléverser                                                                                      |
| Chapelle du Sacré-Cœur de Courville-sur-Eure                                                                    | Courville-sur-Eure             |         | 48° 26′ 55″ nord, 1° 14′ 16″ est |                |                                                                                           |             | Image manquante Téléverser                                                                                      |
| Chapelle Saint-Gilles de Courville-sur-Eure                                                                     | Courville-sur-Eure             |         | 48° 26′ 54″ nord, 1° 14′ 18″ est |                |                                                                                           |             | Image manquante Téléverser                                                                                      |
| Chapelle royale Saint-Louis de Dreux                                                                            | Dreux                          |         | 48° 44′ 18″ nord, 1° 21′ 48″ est | « PA00097097 » | Classé MH                                                                                 | 1977        | Chapelle royale Saint-Louis de Dreux                                                                            |
| Chapelle du pensionnat Saint-Pierre de Dreux                                                                    | Dreux                          |         | 48° 44′ 02″ nord, 1° 22′ 05″ est |                |                                                                                           |             | Chapelle du pensionnat Saint-Pierre de Dreux                                                                    |
| Chapelle du collège de l'institut Saint-Pierre-Saint-Paul de Dreux                                              | Dreux                          |         | 48° 44′ 17″ nord, 1° 22′ 31″ est |                |                                                                                           |             | Image manquante Téléverser                                                                                      |
| Chapelle Saint-Jean-Baptiste de Dreux                                                                           | Dreux                          |         | 48° 44′ 09″ nord, 1° 21′ 59″ est |                |                                                                                           |             | Chapelle Saint-Jean-Baptiste de Dreux                                                                           |
| Chapelle Saint-Charles du château de Cambrai                                                                    | Éole-en-Beauce                 |         | 48° 10′ 23″ nord, 1° 42′ 52″ est | « PA28000017 » | Inscrit MH                                                                                | 2004        | Chapelle Saint-Charles du château de Cambrai                                                                    |
| Chapelle du prieuré Notre-Dame de Fontenay                                                                      | Fontenay-sur-Conie             |         | 48° 09′ 58″ nord, 1° 40′ 11″ est |                |                                                                                           |             | Image manquante Téléverser                                                                                      |
| Chapelle Saint-Jean-Baptiste de Boinville au Chemin                                                             | Francourville                  |         | 48° 22′ 49″ nord, 1° 39′ 36″ est |                |                                                                                           |             | Image manquante Téléverser                                                                                      |
| Chapelle du prieuré de Fresnay-l'Évêque                                                                         | Fresnay-l'Évêque               |         | 48° 15′ 55″ nord, 1° 49′ 21″ est |                |                                                                                           |             | Image manquante Téléverser                                                                                      |
| Chapelle Saint-Germain de Saint-Germain (Eure-et-Loir)                                                          | Fresnay-l'Évêque               |         | 48° 14′ 35″ nord, 1° 48′ 10″ est |                |                                                                                           |             | Image manquante Téléverser                                                                                      |
| Chapelle Notre-Dame-de-la-Fontaine de Gallardon                                                                 | Gallardon                      |         | 48° 31′ 25″ nord, 1° 41′ 35″ est |                |                                                                                           |             | Chapelle Notre-Dame-de-la-Fontaine de Gallardon                                                                 |
| Chapelle d'Oisème                                                                                               | Gasville-Oisème                |         | 48° 28′ 03″ nord, 1° 32′ 14″ est |                |                                                                                           |             | Image manquante Téléverser                                                                                      |
| Chapelle Notre-Dame-de-la-Sainte-Trinité de Gaudreville                                                         | Gommerville                    |         | 48° 22′ 30″ nord, 1° 58′ 36″ est |                |                                                                                           |             | Chapelle Notre-Dame-de-la-Sainte-Trinité de Gaudreville                                                         |
| Chapelle Notre-Dame-de-Bonne-Nouvelle de Gagneauville                                                           | Guainville                     |         | 48° 56′ 09″ nord, 1° 29′ 51″ est |                |                                                                                           |             | Image manquante Téléverser                                                                                      |
| Chapelle Saint-Mamert de Saint-Mamert                                                                           | Houx                           |         | 48° 34′ 58″ nord, 1° 36′ 12″ est |                |                                                                                           |             | Image manquante Téléverser                                                                                      |
| Chapelle de la Maladrerie d'Illiers-Combray                                                                     | Illiers-Combray                |         | 48° 17′ 42″ nord, 1° 14′ 50″ est |                |                                                                                           |             | Image manquante Téléverser                                                                                      |
| Chapelle du presbytère d'Allaines                                                                               | Janville-en-Beauce             |         | 48° 12′ 14″ nord, 1° 49′ 29″ est |                |                                                                                           |             | Image manquante Téléverser                                                                                      |
| Chapelle de la Trinité de l'Hôtel-Dieu de Janville                                                              | Janville-en-Beauce             |         | 48° 12′ 01″ nord, 1° 53′ 03″ est | « IA28000002 » |                                                                                           |             | Image manquante Téléverser                                                                                      |
| Chapelle Notre-Dame-des-Bois de La Bazoche-Gouet                                                                | La Bazoche-Gouet               |         | 48° 08′ 22″ nord, 0° 59′ 28″ est |                |                                                                                           |             | Image manquante Téléverser                                                                                      |
| Chapelle Saint-Pierre de Nantilly                                                                               | La Chaussée-d'Ivry             |         | 48° 53′ 45″ nord, 1° 28′ 33″ est |                |                                                                                           |             | Image manquante Téléverser                                                                                      |
| Chapelle Saint-Pierre de Réveillon                                                                              | La Ferté-Vidame                |         | 48° 37′ 14″ nord, 0° 50′ 24″ est | « PA00097108 » | Classé MH Peintures murales ; Inscrit MH Eglise sauf parties classées                     | 1978 ; 1978 | Chapelle Saint-Pierre de Réveillon                                                                              |
| Chapelle Saint-Nicolas de Fonville                                                                              | Le Boullay-Mivoye              |         | 48° 39′ 59″ nord, 1° 25′ 01″ est |                |                                                                                           |             | Image manquante Téléverser                                                                                      |
| Chapelle Notre-Dame-du-Bon-Raisin de Mondétour                                                                  | Le Boullay-les-Deux-Églises    |         | 48° 38′ 34″ nord, 1° 19′ 48″ est |                |                                                                                           |             | Chapelle Notre-Dame-du-Bon-Raisin de Mondétour                                                                  |
| Chapelle du Coudray                                                                                             | Le Coudray                     |         | 48° 25′ 17″ nord, 1° 29′ 52″ est |                |                                                                                           |             | Image manquante Téléverser                                                                                      |
| Chapelle du séminaire des Barbelés du Coudray                                                                   | Le Coudray                     |         | 48° 25′ 06″ nord, 1° 29′ 24″ est |                |                                                                                           |             | Chapelle du séminaire des Barbelés du Coudray                                                                   |
| Chapelle de l'Hermitage                                                                                         | Les Étilleux                   |         | 48° 14′ 11″ nord, 0° 49′ 13″ est |                |                                                                                           |             | Image manquante Téléverser                                                                                      |
| Chapelle de la Fondation d'Aligre et Marie-Thérèse de Lèves                                                     | Lèves                          |         | 48° 28′ 15″ nord, 1° 29′ 00″ est |                |                                                                                           |             | Image manquante Téléverser                                                                                      |
| Chapelle seigneuriale du château de Maillebois                                                                  | Maillebois                     |         | 48° 37′ 55″ nord, 1° 09′ 03″ est |                |                                                                                           |             | Chapelle seigneuriale du château de Maillebois                                                                  |
| Chapelle du château de Maillebois                                                                               | Maillebois                     |         | 48° 38′ 10″ nord, 1° 09′ 34″ est |                |                                                                                           |             | Chapelle du château de Maillebois                                                                               |
| Chapelle Saint-Nicolas du château de Maintenon                                                                  | Maintenon                      |         | 48° 35′ 11″ nord, 1° 34′ 42″ est |                |                                                                                           |             | Chapelle Saint-Nicolas du château de Maintenon                                                                  |
| Chapelle Sainte-Barbe des Rieux                                                                                 | Marolles-les-Buis              |         | 48° 21′ 24″ nord, 0° 56′ 28″ est |                |                                                                                           |             | Image manquante Téléverser                                                                                      |
| Chapelle Notre-Dame-de-Pitié de Vigny                                                                           | Marville-Moutiers-Brûlé        |         | 48° 39′ 06″ nord, 1° 22′ 15″ est |                |                                                                                           |             | Image manquante Téléverser                                                                                      |
| Chapelle Sainte-Anne de Blainville                                                                              | Marville-Moutiers-Brûlé        |         | 48° 41′ 53″ nord, 1° 23′ 49″ est |                |                                                                                           |             | Chapelle Sainte-Anne de Blainville                                                                              |
| Chapelle Saint-Jacques d'Imbermais                                                                              | Marville-Moutiers-Brûlé        |         | 48° 40′ 21″ nord, 1° 21′ 29″ est |                |                                                                                           |             | Image manquante Téléverser                                                                                      |
| Chapelle Sainte-Marie-Madeleine d'Andeville                                                                     | Meslay-le-Vidame               |         | 48° 17′ 03″ nord, 1° 29′ 22″ est |                |                                                                                           |             | Chapelle Sainte-Marie-Madeleine d'Andeville                                                                     |
| Chapelle des Trois-Maries                                                                                       | Mignières                      |         | 48° 21′ 37″ nord, 1° 25′ 34″ est | « PA00097155 » | Classé MH                                                                                 | 1875        | Chapelle des Trois-Maries                                                                                       |
| Chapelle Sainte-Barbe de Valainville, Moléans                                                                   | Moléans                        |         | 48° 06′ 14″ nord, 1° 24′ 54″ est |                |                                                                                           |             | Image manquante Téléverser                                                                                      |
| Chapelle du château de Vrainville                                                                               | Montharville                   |         | 48° 10′ 26″ nord, 1° 20′ 42″ est |                |                                                                                           |             | Chapelle du château de Vrainville                                                                               |
| Chapelle du château de Montuel                                                                                  | Montigny-sur-Avre              |         | 48° 43′ 31″ nord, 0° 59′ 25″ est |                |                                                                                           |             | Image manquante Téléverser                                                                                      |
| Chapelle Saint-Martin de Fermaincourt                                                                           | Montreuil                      |         | 48° 45′ 44″ nord, 1° 23′ 53″ est |                |                                                                                           |             | Chapelle Saint-Martin de Fermaincourt                                                                           |
| Chapelle de Morancez                                                                                            | Morancez                       |         | 48° 24′ 16″ nord, 1° 29′ 37″ est |                |                                                                                           |             | Image manquante Téléverser                                                                                      |
| Chapelle du foyer de vie retraite le Mesnil de Marsauceux                                                       | Mézières-en-Drouais            |         | 48° 43′ 50″ nord, 1° 26′ 08″ est |                |                                                                                           |             | Image manquante Téléverser                                                                                      |
| Chapelle de l'école Saint-Joseph de Nogent-le-Rotrou                                                            | Nogent-le-Rotrou               |         | 48° 19′ 08″ nord, 0° 48′ 55″ est |                |                                                                                           |             | Image manquante Téléverser                                                                                      |
| Chapelle du couvent des Ursulines de Nogent-le-Rotrou                                                           | Nogent-le-Rotrou               |         | 48° 19′ 00″ nord, 0° 49′ 07″ est |                |                                                                                           |             | Image manquante Téléverser                                                                                      |
| Chapelle Notre-Dame-de-l'Aubépine de Pados                                                                      | Nogent-le-Rotrou               |         | 48° 18′ 35″ nord, 0° 50′ 25″ est |                |                                                                                           |             | Image manquante Téléverser                                                                                      |
| Chapelle Saint-François-d'Assise de Serez                                                                       | Orrouer                        |         | 48° 24′ 43″ nord, 1° 17′ 17″ est |                |                                                                                           |             | Image manquante Téléverser                                                                                      |
| Chapelle Notre-Dame-de-Fatima du château des Vaux                                                               | Pontgouin                      |         | 48° 29′ 38″ nord, 1° 05′ 24″ est |                |                                                                                           |             | Image manquante Téléverser                                                                                      |
| Chapelle Notre-Dame-de-Lorette d'Arbouville                                                                     | Rouvray-Saint-Denis            |         | 48° 16′ 45″ nord, 1° 58′ 00″ est |                |                                                                                           |             | Chapelle Notre-Dame-de-Lorette d'Arbouville                                                                     |
| Chapelle Sainte-Geneviève de Rouvres                                                                            | Rouvres                        |         | 48° 50′ 54″ nord, 1° 30′ 44″ est |                |                                                                                           |             | Image manquante Téléverser                                                                                      |
| Chapelle Sainte-Madeleine de Groslu                                                                             | Saint-Ange-et-Torçay           |         | 48° 39′ 45″ nord, 1° 12′ 30″ est |                |                                                                                           |             | Chapelle Sainte-Madeleine de Groslu                                                                             |
| Chapelle Saint-Pierre de Vouvray                                                                                | Saint-Denis-Lanneray           |         | 48° 03′ 24″ nord, 1° 16′ 17″ est |                |                                                                                           |             | Chapelle Saint-Pierre de Vouvray                                                                                |
| Chapelle Saint-Sulpice de Saint-Lubin-de-la-Haye                                                                | Saint-Lubin-de-la-Haye         |         | 48° 49′ 26″ nord, 1° 33′ 19″ est | « PA00097196 » | Inscrit MH                                                                                | 1964        | Chapelle Saint-Sulpice de Saint-Lubin-de-la-Haye                                                                |
| Chapelle de l'Ermitage de Saint-Lubin-des-Joncherets                                                            | Saint-Lubin-des-Joncherets     |         | 48° 45′ 58″ nord, 1° 12′ 06″ est |                |                                                                                           |             | Image manquante Téléverser                                                                                      |
| Chapelle Saint-Léonard de Saint-Maixme-Hauterive                                                                | Saint-Maixme-Hauterive         |         | 48° 36′ 14″ nord, 1° 11′ 04″ est |                |                                                                                           |             | Image manquante Téléverser                                                                                      |
| Chapelle Saint-Hilaire des Noyers                                                                               | Saintigny                      |         | 48° 20′ 43″ nord, 0° 57′ 07″ est | « PA00135292 » | Inscrit MH Chœur, ainsi que la parcelle 56 correspondant à l'emprise de l'ancienne église | 1995        | Chapelle Saint-Hilaire des Noyers                                                                               |
| Chapelle Sainte-Geneviève de Senantes                                                                           | Senantes                       |         | 48° 39′ 22″ nord, 1° 34′ 30″ est |                |                                                                                           |             | Chapelle Sainte-Geneviève de Senantes                                                                           |
| Chapelle Saint-Cyr dite chapelle de la Saint-Cyr de Senonches                                                   | Senonches                      |         | 48° 34′ 13″ nord, 1° 02′ 51″ est |                |                                                                                           |             | Chapelle Saint-Cyr dite chapelle de la Saint-Cyr de Senonches                                                   |
| Chapelle Saint-Roch du Moussel                                                                                  | Sorel-Moussel                  |         | 48° 50′ 27″ nord, 1° 22′ 46″ est |                |                                                                                           |             | Chapelle Saint-Roch du Moussel                                                                                  |
| Chapelle Saint-Jean-Baptiste de Génerville                                                                      | Sours                          |         | 48° 25′ 38″ nord, 1° 37′ 26″ est |                |                                                                                           |             | Chapelle Saint-Jean-Baptiste de Génerville                                                                      |
| Chapelle Notre-Dame-de-Lorette d'Arpentigny                                                                     | Thimert-Gâtelles               |         | 48° 33′ 02″ nord, 1° 13′ 27″ est |                |                                                                                           |             | Image manquante Téléverser                                                                                      |
| Chapelle Saint-Laurent de Thimert                                                                               | Thimert-Gâtelles               |         | 48° 34′ 21″ nord, 1° 14′ 55″ est |                |                                                                                           |             | Chapelle Saint-Laurent de Thimert                                                                               |
| Chapelle de la Croix-Saint-Jacques de Thiron-Gardais                                                            | Thiron-Gardais                 |         | 48° 18′ 33″ nord, 1° 01′ 07″ est |                |                                                                                           |             | Chapelle de la Croix-Saint-Jacques de Thiron-Gardais                                                            |
| Chapelle Notre-Dame-et-Saint-Étienne de Villeprévost                                                            | Tillay-le-Péneux               |         | 48° 09′ 03″ nord, 1° 44′ 58″ est |                |                                                                                           |             | Image manquante Téléverser                                                                                      |
| Chapelle Saint-Chéron de Saint-Chéron-des-Champs                                                                | Tremblay-les-Villages          |         | 48° 34′ 33″ nord, 1° 26′ 34″ est |                |                                                                                           |             | Chapelle Saint-Chéron de Saint-Chéron-des-Champs                                                                |
| Chapelle du château de Trémont                                                                                  | Trizay-Coutretot-Saint-Serge   |         | 48° 17′ 33″ nord, 0° 52′ 48″ est |                |                                                                                           |             | Image manquante Téléverser                                                                                      |
| Chapelle Saint-Benoît d'Arrou                                                                                   | Vald'Yerre                     |         | 48° 05′ 55″ nord, 1° 01′ 16″ est |                |                                                                                           |             | Chapelle Saint-Benoît d'Arrou                                                                                   |
| Chapelle Sainte-Anne du château de Villebon                                                                     | Villebon                       |         | 48° 23′ 27″ nord, 1° 12′ 23″ est |                |                                                                                           |             | Chapelle Sainte-Anne du château de Villebon                                                                     |